# ليندسي كلاين
ليندسي كلاين (29 سبتمبر 1934 - 2 أكتوبر 2015) (بالإنجليزية: Lindsay Kline)‏ هو لاعب كريكت أسترالي. شارك مع منتخب أستراليا الوطني للكريكت.

## وصلات خارجية
- ليندسي كلاين على موقع إي آس بي آن كريك إنفو (الإنجليزية)